# Prix de la littérature nynorske
Le prix de littérature nynorske (nynorsk : Nynorsk litteraturpris) est décerné chaque année par l'association Noregs Mållag (en), le théâtre Det Norske Teatret et l"éditeur Det Norske Samlaget pour le meilleur livre en nynorsk ou en dialecte. Le prix récompense le meilleur roman, la meilleure poésie, la meilleure nouvelle ou le meilleur drame de l'année écoulée.

## Récipiendaires
- 1982 : Eldrid Lunden pour Gjenkjennelsen
- 1983 : Kjartan Fløgstad pour U3
- 1984 : Alfred Hauge (en) pour Alfred Hauge
- 1985 : Paal-Helge Haugen pour  Det overvintra lyset
- 1986 : Kjartan Fløgstad pour  Det 7. klima
- 1987 : Edvard Hoem pour Ave Eva
- 1988 : Johannes Heggland pour Meisterens søner
- 1989 : Helge Torvund (en) pour Den monotone triumf
- 1990 : Liv Nysted (en) pour Som om noe noengang tar slutt
- 1991 : Marit Tusvik (en) pour Ishuset
- 1992 : Jon Fosse pour Bly og vatn
- 1993 : Einar Økland (en) pour  Istaden for roman og humor
- 1994 : Solfrid Sivertsen (en) pour  Grøn koffert
- 1995 : Lars Amund Vaage (en) pour Rubato
- 1996 : Oddmund Hagen (en) pour Utmark
- 1997 : Marie Takvam pour  Dikt i samling
- 1998 : Brit Bildøen (en) pour Tvillingfeber
- 1999 ! Åse-Marie Nesse (en) pour Dikt i samling (1999), Faust (1993, 1999) et Mitt hjarte slo (1999)
- 2000 : Rune Belsvik (en) pour Ein naken gut
- 2001 : Ragnar Hovland pour Ei vinterreise
- 2002 : Inger Bråtveit pour Munn mot ein frosen fjord
- 2003 : Jon Fosse pour  Auge i vind
- 2004 : Pas de prix décerné
- 2005 : Øyvind Vågnes pour Ekko
- 2006 : Eilev Groven Myhren (nn) pour Ringdrotten, une traduction du Seigneur des anneaux
- 2007 : Frode Grytten pour Rom ved havet, rom i byen
- 2008 : Gunnhild Øyehaug pour Vente, Blink
- 2009 : Kjartan Fløgstad pour Grense Jakobselv
- 2010 : Jan Roar Leikvoll pour  Fiolinane
- 2011 : Marit Eikemo (en) pour  Samtale ventar
- 2012 : Lars Amund Vaage (en) pour  Syngja
- 2013 : Sigrun Slapgard (en) pour Englestien
- 2014 : Lars Petter Sveen (en) pour Guds barn
- 2015 : Eirik Ingebrigtsen pour Spikrar frå fallande plankar
- 2016 : Ruth Lillegraven pour Sigd
- 2017 : Olaug Nilssen pour Tung tids tale
- 2018 : Brit Bildøen (en) pour  Tre vegar til havet
- 2019 : Jon Fosse pour Det andre namnet
- 2020 : Tore Renberg pour Tollak til Ingeborg